# Alcmaeon van Croton

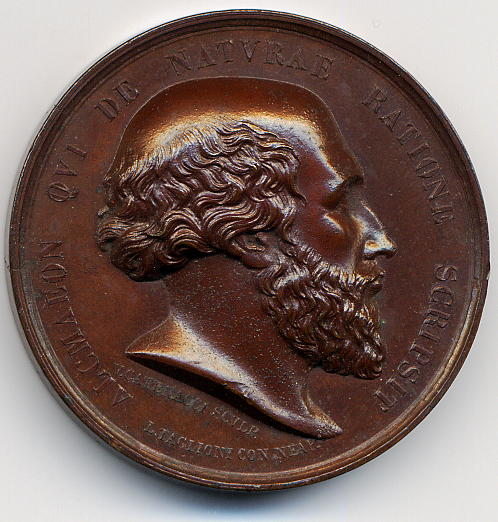
Alcmaeon van Croton

Alcmaeon van Croton (Oudgrieks: Ἀλκμαίων, Alkmaíôn) was een presocratische filosoof en arts die wellicht actief was in de vroege 5e eeuw v.Chr. Hij werd beïnvloed door Pythagoras maar schreef vooral over het menselijk lichaam en zintuiglijke waarneming, waarmee hij de latere geneeskunde beïnvloedde.

## Leven
Bijna niets is bekend over Alcmaeon. Hij was de zoon van Peirithous en zou een jongere tijdgenoot en volgeling zijn van Pythagoras, die hij hoorde lesgeven. Croton stond bekend om zijn geneesheren, en ook Alcmaeon werd er een.

## Werk
Alcmaeon schreef een natuurwetenschappelijk prozawerk, waarvan luttele fragmenten resteren. Omdat Alcmaeon beïnvloed was door het vroege pythagorisme, vormen zijn fragmenten samen met die van Hippasus de oudste pythagoreïsche tekstfragmenten. Niettemin gaat het merendeel van zijn verhandeling over geneeskunde, niet over filosofie. Aan het begin ervan stond het volgende fragment: 'Alcmaeon van Croton, zoon van Peirithous, zei dit tegen Brontinus en Leo en Bathyllus: Over de onzichtbare dingen en over de sterfelijke aangelegenheden bezitten de goden zekerheid; wij mensen kunnen er alleen maar naar gissen' (Diogenes Laërtius, VIII, 83). De drie vermelde personen zijn uit andere bronnen bekend als pythagoreeërs.

## Filosofie
Een kerngedachte in Alcmaeons theorie was de pythagoreïsche dualistische notie van tegenstellingen. Bij de pythagoreeërs was deze dualiteit absoluut en kosmologisch (even-oneven, begrensd-onbegrensd etc.), maar Alcmaeon hield de dualiteit algemeen en paste die toe op de mens: 'De meeste dingen van de mens bestaan in tweevoud' (Diogenes Laërtius, VIII, 83). De sleutel tot gezondheid is een balans van meerdere aspecten, namelijk vocht en droogte, warmte en koude, bitter en zoet. Ziekte wordt veroorzaakt dankzij een teveel of tekort aan voeding door het overwicht van één aspect in het brein of beenmerg (Aëtius V, 30, 1; Plutarchus, Moralia 911A).
Alcmaeon veronderstelde volgens Aristoteles (De anima A2, 405a29) dat alles wat beweegt goddelijk is, zoals de planeten, omdat hun omloop die van een cirkel is. Omdat de ziel steeds in beweging is, moet ook die goddelijk oftewel onsterfelijk zijn, wat ook de pythagoreeërs geloofden. Daarom stelde hij dat de mens sterft omdat hij einde en begin niet kan samenbrengen. 
Over waarneming stelde Alcmaeon, volgens Theophrastus, dat de mens zich van de dieren onderscheidt door niet alleen waar te nemen, maar ook te begrijpen wat hij ziet. De mens hoort, omdat een holte in de oren echo's veroorzaakt; hij ruikt, omdat hij lucht inademt en richting het brein stuurt; hij proeft, omdat de tong met zijn warmte stoffen oplost en met zijn fijne structuur doorstuurt naar het brein; hij ziet, omdat ogen zowel de elementen water en vuur bevatten, zodat dingen erin reflecteren en glanzen. Alle waarneming gaat uiteindelijk via het brein.
Er bestaat een testimonium van de neoplatonist Chalcidius (Commentaar op de Timaeus ccxlvi 279), waarin wordt beweerd dat Alcmaeon als eerste autopsie verrichtte. Onderzoekers betwijfelen de juistheid van deze mededeling. Hij was vermoedelijk de ontdekker van de Buis van Eustachius. Ook stelde Alcmaeon dat de slagaders lucht vervoerden en dat de hersenen een belangrijke rol hadden voor het bewustzijn.

## Invloed
De notie van een onsterfelijke ziel met draaiende bewegingen werd vermoedelijk overgenomen door Plato in de Timaeus. Mogelijk lag Alcmaeons theorie over ziekte en evenwicht ten grondslag aan Simmias' stelling dat de ziel slechts een afstemming is van fysieke tegendelen die de samenstellende delen zijn van het lichaam (Plato, Phaedo, 85e-86d). Deze theorie is waarschijnlijk pythagoreïsch, wat zou betekenen dat Alcmaeons ziekteleer invloedrijk werd binnen het pythagorisme. Dat het brein de bron was van alle waarneming werd overgenomen in het hippocratische traktaat De morbo sacro 14 en 17.